# Paulo Emilio
Paulo Emilio Frossard Jorge, plus communément appelé Paulo Emilio, est un entraîneur brésilien de football né le 3 janvier 1936 à Espera Feliz et mort le 17 mai 2006 à São José dos Campos.

## Biographie

### Carrière d'entraîneur
Au cours d'une carrière de 30 ans, il entraîne de nombreux clubs brésiliens mais aussi le Sporting Portugal, l'Al-Hilal FC et le Cerezo Osaka.

## Palmarès
| Desportiva Ferroviária - Championnat de l'Espírito Santo (1) : - Champion : 1967. |  | Nacional de Manaus - Championnat de l'Amazonas (1) : - Champion : 1972. |  | EC Bahia - Championnat du Pernambouc (1) : - Champion : 1973. |

| Fluminense \| - Championnat de Rio de Janeiro (1) : - Champion : 1975. - Coupe Guanabara (1) : - Vainqueur : 1975. \| \| - Coupe Rio (1) : - Vainqueur : 1990. \| |  | Vasco da Gama - Coupe Guanabara (1) : - Vainqueur : 1976. |  | Sporting - Coupe du Portugal (1) : - Vainqueur : 1977-78. |
| - Championnat de Rio de Janeiro (1) : - Champion : 1975. - Coupe Guanabara (1) : - Vainqueur : 1975.                                                              |  | - Coupe Rio (1) : - Vainqueur : 1990.                     |  |                                                           |

| Goiás EC - Championnat du Goiás (1) : - Champion : 1981. |  | Fortaleza EC - Championnat du Ceará (1) : - Champion : 1983. |  | Cerezo Osaka - Championnat du Japon D2 (1) : - Champion : 1994. |